# Stefan Müller
Stefan Müller (Schopfheim, 1974. március 8. –) egykori német labdarúgó, aki a német U21-es labdarúgó-válogatott hátvédje volt az 1996-os U21-es labdarúgó-Európa-bajnokságon.

## Pályafutása
Egész profi pályafutását az SC Freiburg csapatánál töltötte el. 1993-ban debütált lett a felnőtt keret tagja, de ekkor még néhány alkalommal csak a kispadon kapott szerepet. A következő évben már a Bayern München elleni 2. fordulóban megrendezett mérkőzésen csereként debütált, majd a következő mérkőzésen a Dynamo Dresden ellen első gólját is megszerezte. 2005-ben vonult vissza a labdarúgástól. Pályafutása során végig a Bundesligában szerepelt, kivéve az 1997-98-as szezont és a 2002-03-as szezont, amikor is a Bundesliga 2-ben szerepelt a klubbal.

## Statisztika
| Klub               | Szezon             | Bajnokság | Bajnokság | Kupa  | Kupa  | Ligakupa | Ligakupa | Európa | Európa | Összesen | Összesen |
| Klub               | Szezon             | Mérk.     | Gólok     | Mérk. | Gólok | Mérk.    | Gólok    | Mérk.  | Gólok  | Mérk.    | Gólok    |
| ------------------ | ------------------ | --------- | --------- | ----- | ----- | -------- | -------- | ------ | ------ | -------- | -------- |
| SC Freiburg        | 1993–94            | 0         | 0         | 0     | 0     | —        | —        | —      | —      | 0        | 0        |
| SC Freiburg        | 1994–95            | 5         | 1         | 0     | 0     | —        | —        | —      | —      | 5        | 1        |
| SC Freiburg        | 1995–96            | 15        | 0         | 0     | 0     | —        | —        | —      | —      | 15       | 0        |
| SC Freiburg        | 1996–97            | 4         | 0         | 2     | 0     | —        | —        | —      | —      | 6        | 0        |
| SC Freiburg        | 1997–98            | 30        | 2         | 1     | 0     | —        | —        | —      | —      | 31       | 2        |
| SC Freiburg        | 1998–99            | 26        | 1         | 2     | 0     | —        | —        | —      | —      | 28       | 1        |
| SC Freiburg        | 1999–00            | 25        | 2         | 3     | 0     | 0        | 0        | —      | —      | 28       | 2        |
| SC Freiburg        | 2000–01            | 13        | 1         | 1     | 0     | —        | —        | —      | —      | 14       | 1        |
| SC Freiburg        | 2001–02            | 29        | 2         | 2     | 1     | 1        | 1        | 5      | 0      | 37       | 4        |
| SC Freiburg        | 2002–03            | 22        | 3         | 1     | 0     | —        | —        | —      | —      | 23       | 3        |
| SC Freiburg        | 2003–04            | 28        | 0         | 3     | 0     | —        | —        | —      | —      | 31       | 0        |
| SC Freiburg        | 2004–05            | 6         | 0         | 2     | 0     | —        | —        | —      | —      | 8        | 0        |
| Karrierje összesen | Karrierje összesen | 203       | 12        | 17    | 1     | 1        | 1        | 5      | 0      | 226      | 14       |